# 矢後夏之助
矢後 夏之助（やご なつのすけ、1951年5月16日 - ）は、日本の経営者。荏原製作所社長、会長を務めた。

## 経歴
東京都出身。1975年に早稲田大学理工学部を経て、1977年に早稲田大学大学院理工学部応用化学を修了し、同年に荏原製作所に入社。2004年6月に取締役に就任し、2006年4月に常務を経て、2007年4月には社長に就任。2013年4月から2019年3月までに会長を務めた。